# Círculos operários católicos (França)
Os "Oeuvre des cercles catholiques d'ouvriers" (Círculos Operários Católicos), foram uma associação criada no dia 23 de dezembro de 1871, por Albert de Mun e Maurice Maignen. O objetivo era reaproximar a classe operária do cristianismo, defendendo seus interesses materiais e morais, e, desse modo, evitar uma nova insurreição sangrenta como fora a Comuna de Paris.
Os fundadores eram pertencentes às elites, mas sensíveis à "questão social", e, desse modo, acreditavam que as elites deveriam agir para superar o ressentimento causado pelas diferenças econômicas entre as classes sociais, vigentes naquela época posterior à Primeira Revolução Industrial, na qual imperava o mais puro liberalismo econômico.
Na visão dos fundadores, esses círculos seriam locais onde homens de classes privilegiadas se aproximariam dos trabalhadores cristãos para construir amizades duradouras, e, desse modo promover a regeneração social.

## Origem
Na primeira metade do Século XIX, já existiam iniciativas de ação social católica na Franca, como os Irmãos de La Salle que forneciam educação gratuita para filhos de artesãos e dos pobres e a Sociedade de São Vicente de Paulo.
Em 1855, Maurice Maignen, que integrava os "frères de Saint-Vincent de Paul" (Irmãos de São Vicente de Paulo), fundou a "Association des jeunes ouvriers" (Associação de jovens trabalhadores).
Em 1965, a "Association des jeunes ouvriers"  passou a ser denominada como "Cercle des jeunes ouvriers" (Círculo dos Jovens Trabalhadores).
Após a sangrenta repressão contra a Comuna de Paris, Albert de Mun, inspirado por Maurice Maignen, passou a defender a promoção de ações sociais em favor dos trabalhadores, pois acreditava que eram necessárias para evitar uma nova insurreição. Desse modo, fundou a "Oeuvre des Cercles catholiques d'ouvriers".
O primeiro círculo, foi inaugurado em 7 de abril de 1872, em Belleville (Paris).
Em 1878, já existiam 375 círculos, que associavam 38.000 trabalhadores e 8.000 integrantes das elites.

## Características
No dia 4 de setembro de 1871, foi criada a "Union des œuvres ouvrières catholiques de France" (União das Obras Católicas da França), dirigida por Louis Gaston Adrien de Ségur. Esta união reunia a multiplicidade de obras do mecenato numa única e vasta instituição de "companheirismo cristão".
Mas os círculos pertencentes à "Oeuvre des cercles catholiques d'ouvriers" diferiam das entidades pertencentes à "Union des œuvres ouvrières catholiques de France", pois eram, especificamente, dirigidos a adultos e jovens trabalhadores, o que permitia uma maior autonomia de gestão, apesar do fato de cada circulo ter um comitê protetor, composto por integrantes da classe dominante.
Outra diferença residia no fato de que as entidades pertencentes à "Union des œuvres ouvrières catholiques de France", eram, em regra, dirigidas por clérigos, enquanto que os círculos eram, na maioria das vezes, dirigidos por leigos. Nesse contexto, fomentava-se a formação de uma elite operária católica que buscasse soluções para a melhoria das condições de vida da classe trabalhadora.
A estrutura era hierárquica, o que refletia a abordagem paternalista. No topo, existia uma comissão geral, composta apenas por integrantes das classes dominantes, sediada em Paris, assistida por um secretariado geral. No nível local, os comitês locais também eram compostos apenas integrantes das classes dominantes. Por outro lado, os operários podiam eleger e participar dos conselhos dos círculos operários de base, mas esses círculos estavam sob controle de um diretor nomeado pelo comitê local, que, assim como o comitê local, tinha poder de veto nas eleições de integrantes dos conselhos dos círculos de base.
Para ser admitido nos círculos de base, era necessário ser trabalhador, ter pelo menos 16 anos e ser apresentado por um integrante do círculo ou por “qualquer pessoa de honra”.
Estes círculos eram locais de encontro onde eram oferecidas várias atividades de "recreação honesta", de práticas religiosas (orações, peregrinações etc.), treinamento e instrução. Tratava-se, de oferecer aos trabalhadores "um abrigo para preservar a sua fé, os seus costumes e o seu patriotismo ...", para preparar uma elite operária.
A herança do mecenato era visível, mas o público beneficiado era adulto e, desse modo, a partir desses círculos foram fundadas estruturas destinadas a ajudar as classes trabalhadoras, tais como:
- sindicatos agrícolas com 42.500 membros;
- o sindicato misto da construção;
- a corporação de alfaiates;
- associações cristãs de mães; e
- sindicatos de costureiras.

Alguns círculos tinham um "fundo familiar", financiado por contribuições voluntárias dos trabalhadores ou por uma contribuição fixa ou mesmo por uma arrecadação no final da missa dominical, que era destinado a ajudar os integrantes que estavam doentes ou desempregados.
Em 1885, começou a circular o jornal semanal dos círculos operários, denominado como: "La Corporation".